# Les Essarts (Maine y Loira)
Les Essarts era una comuna francesa que estaba situada en el departamento de Maine y Loira, de la región de Países del Loira, que entre 1790 y 1794 pasó a formar parte de la comuna de Saint-Léger-des-Bois.

## Demografía
No constan datos demográficos de la comuna en el momento de su fusión.